# 高以政
高以政（15世紀—15世紀），字養民，南直隸蘇州府崑山縣人，明朝政治人物。

## 生平
成化十三年（1477年），高以政中式應天鄉試一百二十七名舉人，授福建上杭縣知縣，當時福建流寇橫行，奸吏藉機羅織富民武平民賣羊，誣陷對方盜竊令其入獄，他查清籍冊買羊者姓名，將奸吏木枷示眾，白沙里人溫文進聚眾作亂，他監督鄉兵設計擒獲，考績時顧念祖父年九十，母親亦年過七十而致仕，在居所題號「宜晚」，竭盡孝道。他個性溫和樂易，不曾疾言厲色待人，年九十三歲去世，無子，以趙氏外甥為後嗣。

## 引用
1. 1 2  光緒《崑新兩縣續修合志·卷二十五·政績》：高以政，字養民，少孤鞠於祖，成化丁酉領鄉薦，又十年選上杭令，會閩盜竊發，黠吏借以羅織富民武平民賣羊於市，誣以盜繫獄，以政視籍無買羊者名姓立出之，械陷者示於眾，白沙里人溫文進聚眾稱亂，以政督鄉兵設計擒之，考績歸念祖年九十，母亦七十餘遂致仕，題所居曰「宜晚」自號，歸田竭力孝養，性溫和樂易，無疾言遽色，卒年九十三，無子以趙氏甥為後。